# ゴッタルドベーストンネル

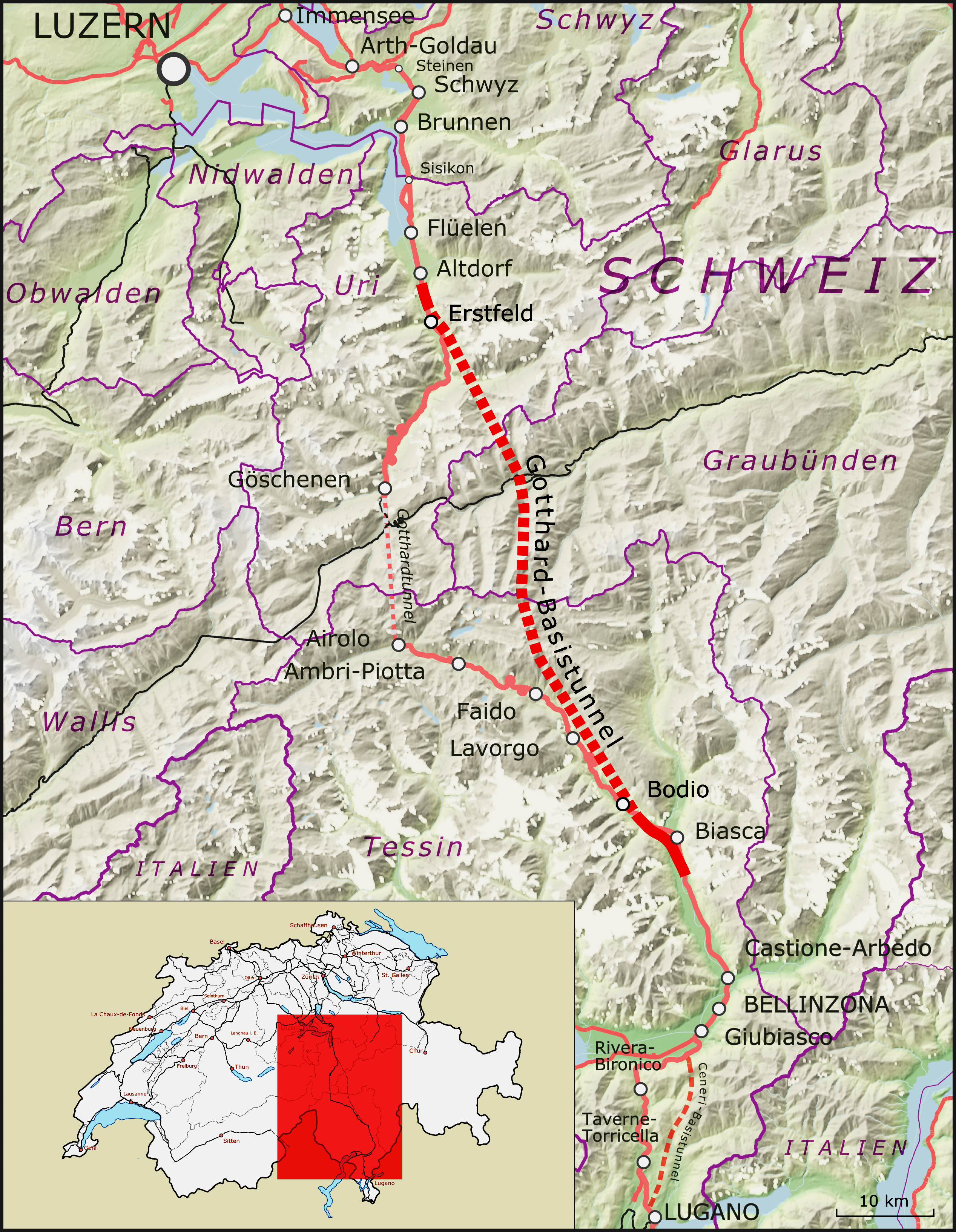
ゴッタルトベーストンネルの経路

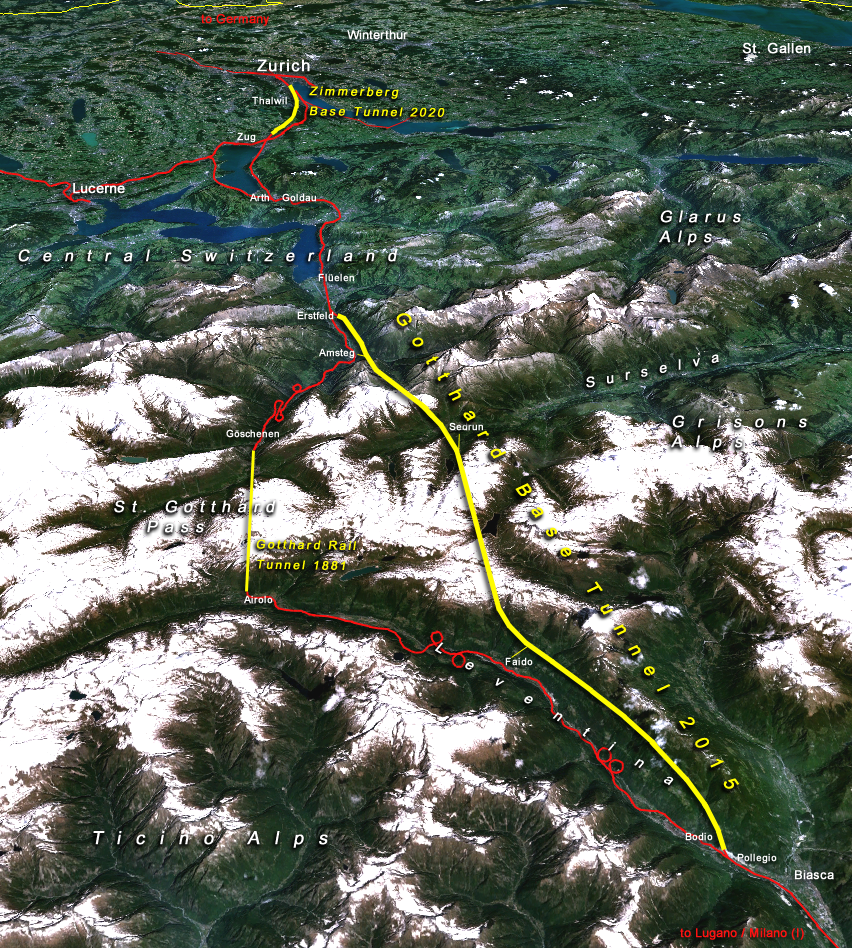
ゴッタルドベーストンネルとツィンメルベルクベーストンネル
（黄：主要なトンネル、赤：既存の路線、数字：完成年）

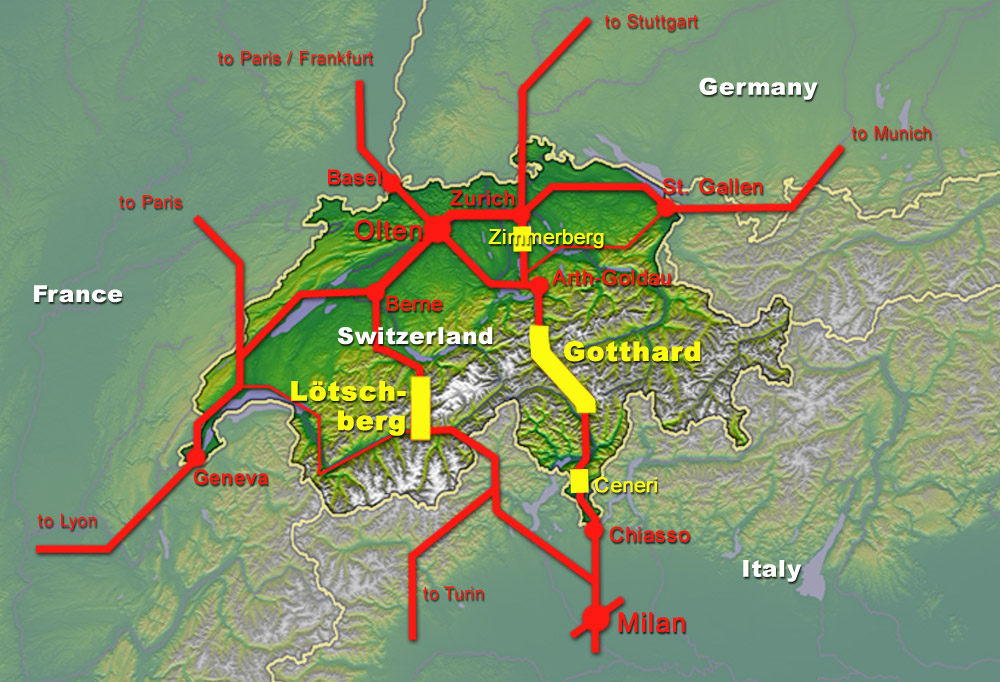
アルプトランジット計画概要。中央右側の黄線が本トンネル

ゴッタルドベーストンネル（英: Gotthard Base Tunnel）あるいはゴッタルド基底トンネル（ゴッタルドきていトンネル）は、アルプトランジット計画に基づいてスイスのアルプス山脈・ゴッタルド峠付近に建設された鉄道トンネル。2本の単線トンネルで構成され、ウーリ州エルストフェルトとティチーノ州ボディオを結ぶ。全長は57 km、縦坑や関連する連絡路を含めた総延長は153.5 kmに上る。
ゴッタルド鉄道トンネル（1881年完成）やゴッタルド道路トンネル（1980年完成）より深い地下に建設され、2016年6月1日に開通して、青函トンネル（全長53.85km）を抜いて世界最長の鉄道トンネルとなった。なお本トンネルは単線トンネルが2本並行する構造であり、複線の陸上トンネルは八甲田トンネル（全長26.4km）が世界最長である。

## 解説
ウーリ州エルストフェルト駅（北緯46度49分13.4秒 東経8度39分2.3秒 / 北緯46.820389度 東経8.650639度）付近とティチーノ州ボディオ駅（北緯46度22分48.9秒 東経8度54分23.6秒 / 北緯46.380250度 東経8.906556度）付近とを結ぶ。レッチュベルクベーストンネルとともにアルプトランジット計画の一環として建設されており、曲がりくねった山岳ルートを高速鉄道と重量貨物列車の通過に適した線形の路線に改良することを狙っている。
本トンネル開通によって、旅客列車は250 km/hで走行が可能となり、チューリッヒ - ミラノ間の所要時間は、3.5時間から50分短縮された。さらに関連するツィンメルベルクベーストンネルとチェネリベーストンネルが完成すれば、短縮時間はあわせて1時間となる。
2015年8月末に完成し、同年10月1日から試運転を行い、2016年6月1日から営業運転を開始、開通式にはドイツ首相のアンゲラ・メルケルやフランス大統領のフランソワ・オランドなど周辺各国の首脳も出席した。同年12月11日には定期運行も開始された。
並行する2本の単線トンネルは325 mおきに連絡路で結ばれ、途中セドルンとファイドには多目的駅が設けられている。これらの駅は換気設備とその他の機械類を備えるほか、列車がトンネル間を移るための渡り線が設けられる。通常客扱いは行われないが、非常時には脱出ルートとしても機能する。なおセドルンには客扱いを行う駅としてポルタ・アルピナを建設する計画だったが、2007年9月に無期限延期となった。

## 背景

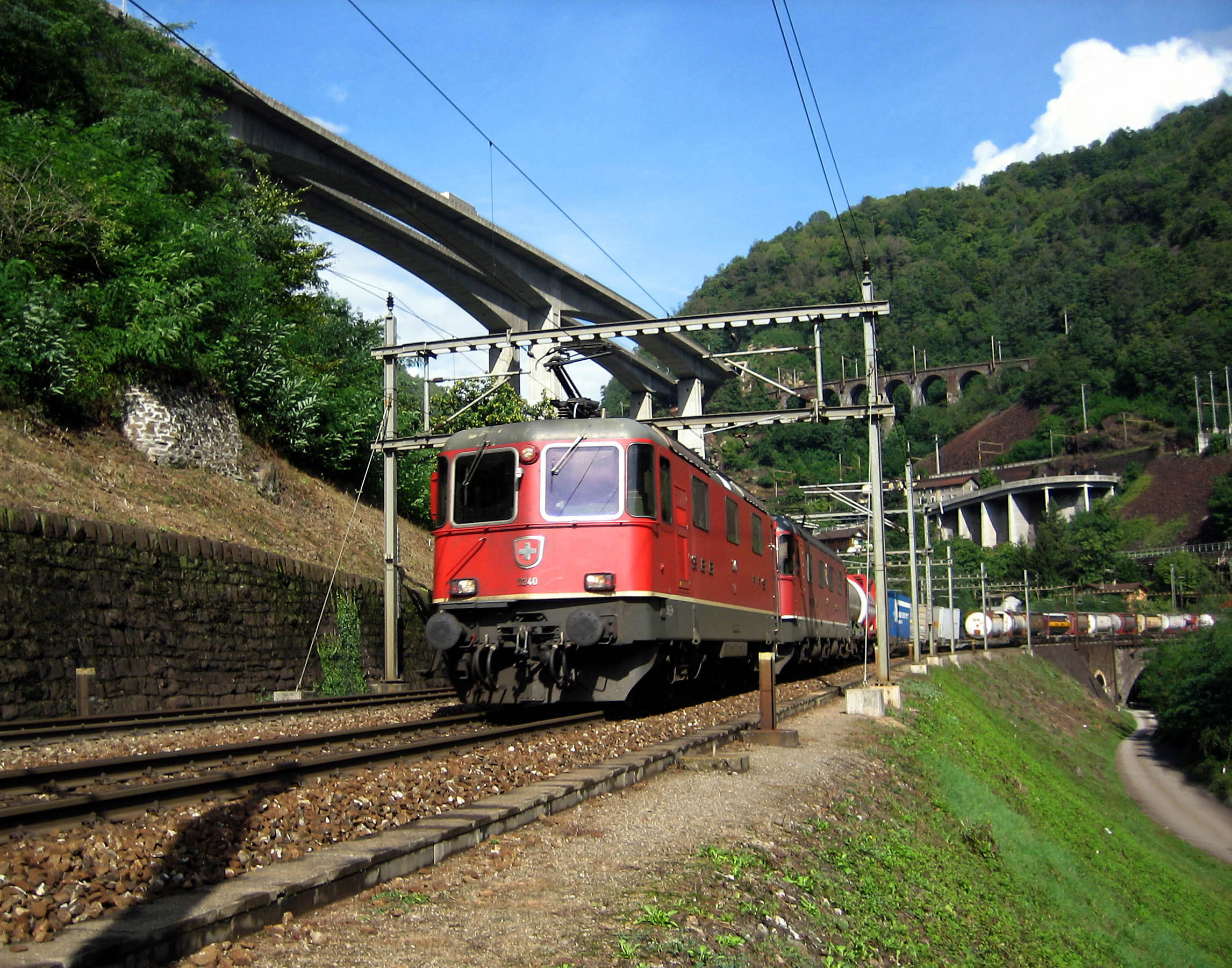
ゴッタルドルートを通過する貨物列車と高架橋上のトラック

ビアシナ渓谷を横断しゴッタルド峠を通過する道路やそのトンネルは、アルプス山脈を縦貫してヨーロッパの南北軸を形成する最重要交通路である。交通量は1980年以来10倍以上に増加しており、道路トンネル・鉄道トンネルともに容量は限界に達していた。
1994年2月20日、貨物自動車の通過交通量増加を受けたスイスは、交通政策に関する国民投票を行い、1999年10月8日に交通移行法が成立した。これは同年にアルプス保護法で規定された鉄道貨物への移行のため、ドイツ南部とイタリア北部との間で、貨物自動車や海上コンテナを貨物列車に搭載して輸送させるものである。
その実現のため、アルプス山脈を高速で通過できる平坦な交通路が必要となり、従来より600 m低い位置でゴッタルド山塊基部（基底）を貫くこのトンネルの建設が決定した。
トンネル建設前のゴッタルド鉄道では、標高1,100 mにあるトンネルまで、峡谷沿いにループ線を含む険しい路線で登り、貨物列車は2 - 3両の機関車を連結しても最大2,000トンに制限されていた。本トンネルの完成により、最大4,000トンの貨物列車が走行可能となり、アルプス山脈が輸送の障壁とならなくなった。

## 建設

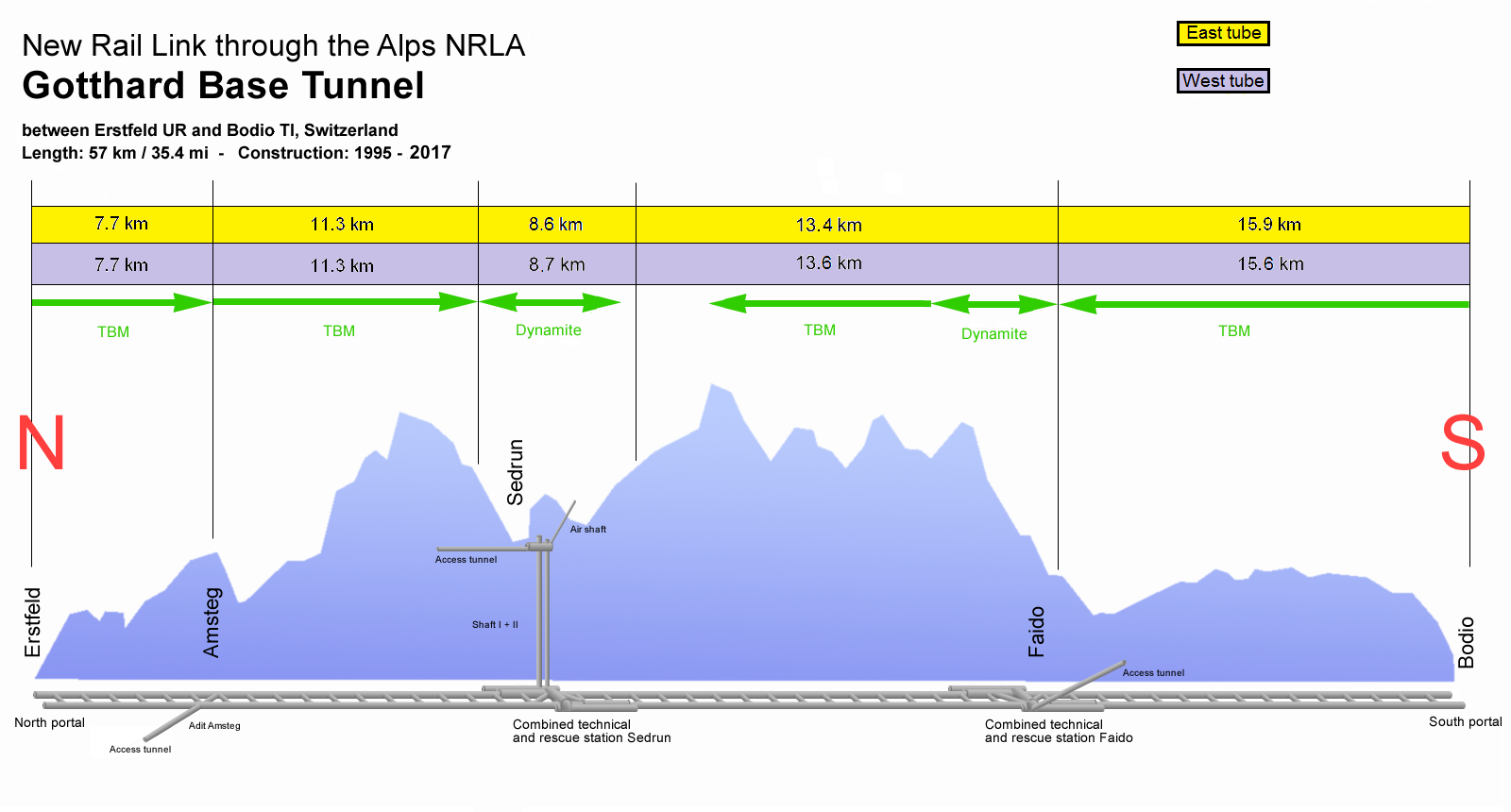
トンネルの建設枠組み（緑：掘削の方向）

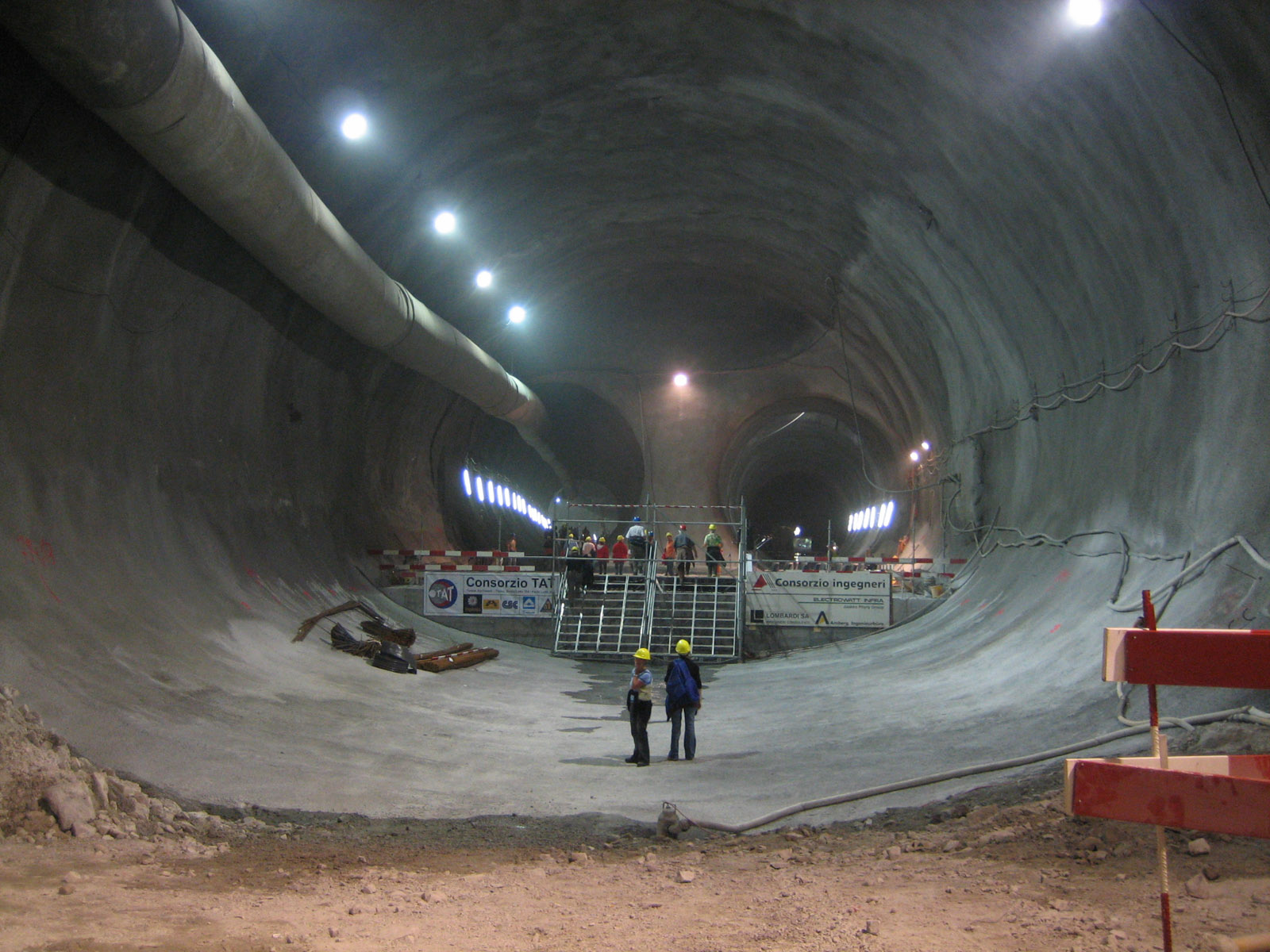
ファイド多目的駅のY字分岐点

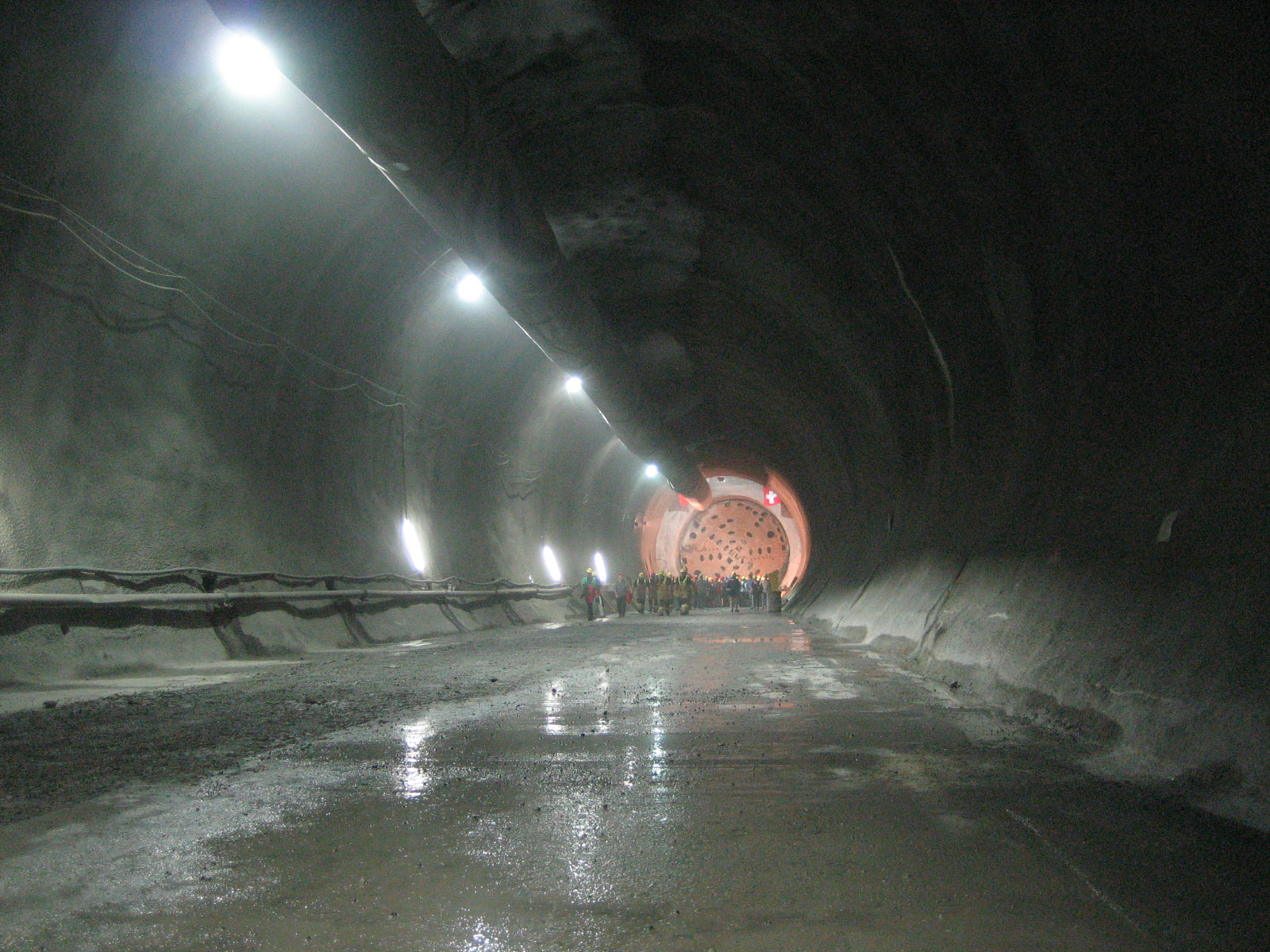
2006年9月6日、ボディオからファイドへTBMが到達

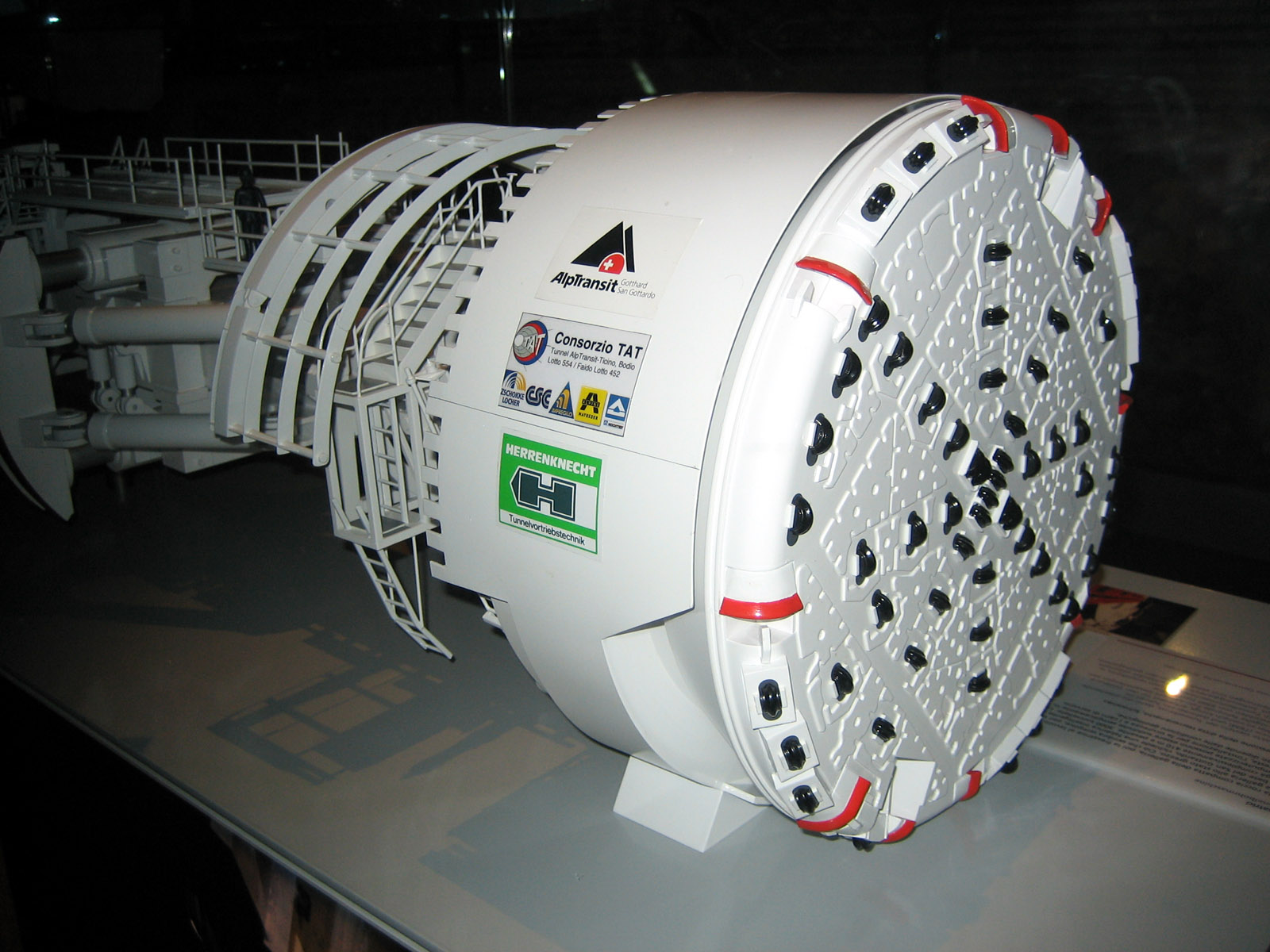
TBM S-210のスケールモデル

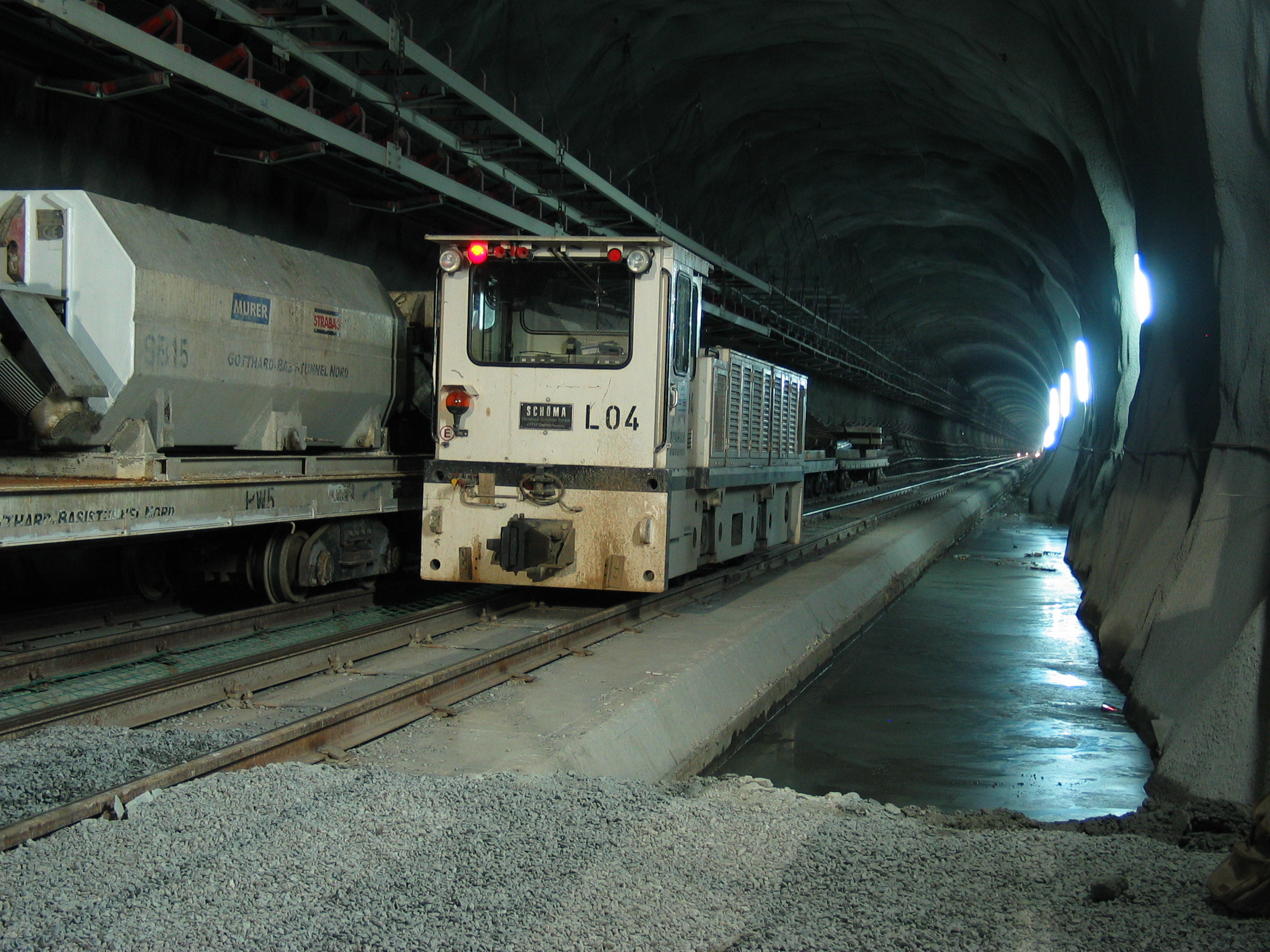
アムステク付近の東側トンネル掘削地点

建設事業はスイス連邦鉄道（スイス国鉄）の完全子会社であるアルプトランジット・ゴッタルド株式会社 (AlpTransit Gotthard: AG) が担当している。トンネル中央部は発破、その外側はトンネルボーリングマシン (TBM) を用いて掘削される。工期短縮のため4つのアクセストンネルが掘削され、エルストフェルト、アムステク、セドルン、ファイド、ボディオの5箇所から掘削を行えるようにしている。セドルン駅が建設されている現場へはセドルン渓谷から800 mの縦坑を下り、そこから1 kmの水平トンネルを進む険しいルートとなっている。

### 工事の進捗
各月の始めのトンネル掘削距離を示す。ファイド西側のTBMは2007年6月6日にセドルンへ向けて再発進した。
2010年10月15日、貫通した。
| 年   | 月 | 掘削済み長さ (km) | 全151.8 km中の割合 |
| ---- | -- | ----------------- | ------------------ |
| 2004 | 6  | 52.34             | 34.1%              |
| 2005 | 6  | 74.59             | 48.6%              |
| 2006 | 6  | 94.10             | 61.3%              |
| 2007 | 6  | 103.67            | 67.6%              |
| 2007 | 10 | 105.10            | 68.6%              |
| 2008 | 3  | 108.02            | 70.4%              |
| 2008 | 4  | 109.00            | 71.0%              |
| 2008 | 7  | 113.20            | 73.8%              |
| 2008 | 8  | 115.20            | 75.1%              |
| 2008 | 10 | 118.40            | 77.2%              |
| 2009 | 1  | 124.00            | 80.8%              |
| 2009 | 3  | 127.30            | 83.0%              |
| 2009 | 5  | 131.00            | 85.0%              |
| 2009 | 6  | 133.00            | 86.8%              |
| 2009 | 7  | 134.80            | 88.8%              |
| 2009 | 8  | 136.60            | 90.0%              |
| 2009 | 9  | 137.30            | 90.4%              |
| 2009 | 10 | 138.60            | 91.3%              |
| 2009 | 11 | 140.00            | 92.2%              |
| 2009 | 12 | 141.38            | 93.0%              |
| 2010 | 1  | 141.82            | 93.4%              |
| 2010 | 2  | 142.48            | 93.8%              |
| 2010 | 3  | 143.80            | 94.7%              |
| 2010 | 4  | 144.80            | 95.4%              |
| 2010 | 5  | 145.40            | 95.8%              |
| 2010 | 6  | 146.10            | 96.2%              |
| 2010 | 7  | 146.60            | 96.6%              |
| 2010 | 8  | 147.33            | 97.0%              |
| 2010 | 9  | 147.98            | 97.5%              |
| 2010 | 10 | 149.10            | 98.2%              |
| 2010 | 11 | 149.90            | 98.7%              |
| 2010 | 12 | 150.40            | 99.0%              |
| 2011 | 1  | 150.49            | 99.1%              |
| 2011 | 2  | 150.77            | 99.3%              |
| 2011 | 3  | 151.26            | 99.6%              |
| 2011 | 4  | 151.70            | 99.91%             |
| 2011 | 5  | 151.75            | 99.94%             |
| 2011 | 6  | 151.82            | 99.99%             |
| 2011 | 7  | 151.82            | 100%               |

## 要目
- 全長：56.978 km（西トンネル）、57.091 km（東トンネル）
- 総トンネル長：151.8 km
- 建設開始：1993年（試掘）、1996年（準備開始）、2003年（機械掘削開始）
- 建設完了：2015年
- 使用開始：2016年
- 総工費：80億3500万スイスフラン（約7850億円）→ 124億スイスフラン（約1兆4800億円）2014年時点[7]。
- 1日の通過列車数：200 - 300
- 土砂掘削量：2400万トン（1330万m3、ギザの大ピラミッド5個分）
- トンネルボーリングマシンの数：4（2つがアムステクからセドルンへ向け南進、2つがボディオからファイド・セドルンへ向け北進）
  - 全長：440 m（予備設備を含む）
  - 重量：3,000トン
  - 効率：5メガワット
  - 最大日掘削量：25 - 30 m（良好な岩盤条件下）
  - トンネルボーリングマシンの総掘削長：約45 km
  - 製造者：ヘレンクネヒト（ドイツ、シュヴァナウ）

## 歴史
- 2023年8月10日 - ティチーノ州ファイドのトンネルの南側入口から15 kmの地点で貨物列車16両が脱線。復旧に数か月以上を要することとなったため旧線での迂回運転が行われた[8]。